# Армійська група «Бальк»
Армі́йська гру́па «Бальк» (нім. Armeegruppe Balck) — оперативне об'єднання Вермахту, армійська група в роки Другої світової війни.

## Райони бойових дій
- Угорщина (24 грудня 1944 — 18 березня 1945)

## Командування

### Командувачі
- генерал танкових військ Герман Бальк (нім. Hermann Balck) (24 грудня 1944 — 18 березня 1945).

## Бойовий склад армійської групи «Бальк»
Формування управління, забезпечення та підтримки
- 306-те головне артилерійське командування (Höherer Arko 306);
- 593-тя комендатура тилу (Korück 593);
- 541-ше армійське управління постачання (Armee-Nachschubführer 541);
- 549-й армійський полк зв'язку (Armee-Nachrichten-Regiment 549).

Формування
- 6-та армія (6. Armee);
- 3-тя угорська армія (3. Armee (ungarische).